# Alfons Costafreda i Ribalta
Alfons Costafreda i Ribalta (Tàrrega, 8 de maig de 1926 - Ginebra, 4 d'abril de 1974) va ser un poeta català.

## Biografia
La seva infantesa transcorregué a la ciutat de Tàrrega, a la comarca de l'Urgell fins que van enviar-lo a Madrid a cursar els estudis de Dret. Allà fou on conegué Carlos Bousoño, també Vicente Aleixandre. El 1948 es traslladà a Barcelona, pressionat per la seva família, per tal de continuar els seus estudis. Va ser allà on conegué Carlos Barral, Jaime Gil de Biedma, José Agustín Goytisolo i Gay, entre d'altres. En les seves memòries, Alberto Oliart el descriu així: Alfonso vivía para escribir poesía, para ser poeta; todo lo demás... no solo lo ponía en un segundo lugar sino en otro plano de su vida y de su mundo.
El 1949 guanya el prestigiós Premi Boscán de poesia amb Nuestra elegía, la seva primera obra, un premi que anys més tard guanyarien els seus amics i companys de generació José Agustín Goytisolo i Blas de Otero.
Contrau matrimoni amb Maj-Britt i el 1955 es trasllada a Ginebra per exercir de funcionari internacional de l'Organització Mundial de la Salut. Costafreda visqué a Ginebra fins a la mort, convençut de no tornar a Espanya fins a la fi de la dictadura.

## Obres
- Nuestra elegía (1949)
- Ocho poemas (1952)
- Compañera de hoy (1966)
- Suicidios y otras muertes (1974) (obra pòstuma)
- Poesía completa (1990) (antologia)